# Schleich

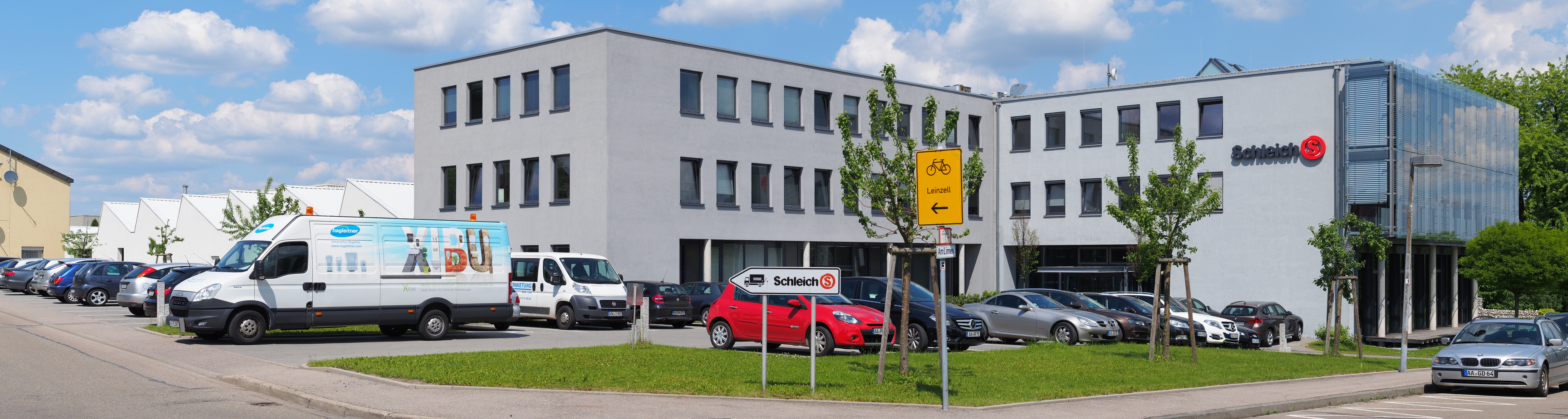
Schleichs fabrik i Herlikofen.

Schleich är ett tyskt företag känt för sina leksaksdjur.  
Företaget grundades 1935 och är baserat i Baden-Württemberg. Företaget började med Schleichfigurer på 1950-talet med figurer som Snobben och smurfarna. På 1980-talet utökades sortimentet med leksaksdjur, och sortimentet har sedan utökat med ytterligare figurer.